# 강령군
강령군(康翎郡)은 조선민주주의인민공화국 황해남도 남서부 해안 지역에 있는 군이다. 조선민주주의인민공화국이 실효 지배하고 있는 영토 상의 최남단에 해당한다.

## 지리
황해 쪽으로 돌출한 황해남도 남서부 옹진반도에 있다. 서북쪽은 옹진군, 북쪽은 벽성군이며, 나머지는 황해로 둘러싸여 있다. 산이 많고 평지는 적다. 해안에는 많은 섬들이 있고 그 중 큰 것으로는 순위도, 대수압도, 어화도가 있다. 가장 높은 지점은 해발 358m의 까치산이다.
해안선의 굴곡이 심하여 간석지가 발달하였고, 기후가 온화한 평야 지대이다. 학을 비롯해 많은 새들의 서식지이기도 하다.

## 역사
| Daedongyeojido (Gyujanggak) 12-06.jpg | Daedongyeojido (Gyujanggak) 12-05.jpg |
|                                       | Daedongyeojido (Gyujanggak) 13-06.jpg |

조선 시대에는 황해도에 속했고 강령현이 놓여졌다. 1895년, 23부제의 시행에 의해 해주부 강령군이 되어, 이듬해인 1896년에 황해도 강령군이 되었다. 1909년, 옹진군에 편입되었다. 현재의 강령군의 동부지역(옛 해남면 · 동강면 · 송림면)은 해주군에 속해있다가 1938년에 벽성군으로 개편되고, 1945년에 한반도 분단으로 남한 땅이 되었을 때 옹진군에 편입되기도 했다.
한국 전쟁 중인 1952년에 조선민주주의인민공화국의 행정구역 개편 때 옹진군의 동남부와 벽성군의 일부 (해남면 · 동강면 · 송림면)이 분리되어 신설되었다.

## 행정 구역
강령군에는 1읍(강령읍)과 1구(부포로동자구(釜浦勞動者區)), 23리(부민리(富民里), 광천리(廣泉里), 금정리(錦井里), 오봉리(梧鳳里), 인봉리(印峯里), 룡연리(龍淵里), 향죽리(香竹里), 신암리(莘岩里), 평화리(平和里), 식여리(食餘里), 등암리(登岩里), 쌍교리(雙橋里), 삼봉리(三峰里), 봉오리(蜂梧里), 송현리(松峴里), 내동리(內洞里), 수압리(睡鴨里), 사연리(舍鳶里), 동포리(東浦里), 동강리(東江里), 금동리(金洞里), 어화도리(漁化島里), 순위리(巡威里))로 구성되어 있다.

## 강령탈춤
강령군은 강령탈춤의 발상지로 알려져있다.

## 같이 보기
- 조선민주주의인민공화국의 지리
- 조선민주주의인민공화국의 행정 구역